# Kevin Kyle
Kevin Alistair Kyle (* 7. Juni 1981 in Stranraer) ist ein ehemaliger schottischer Fußballspieler. Der Mittelstürmer ging zunächst seinem Beruf lange Jahre bei diversen englischen Vereinen nach und stand von 2009 bis 2014 bei Klubs in Schottland unter Vertrag.

## Sportlicher Werdegang
Kyle wuchs in der westschottischen Küstenstadt Stranraer auf und kam bei seinem Schulteam und in kleineren Amateurvereinen zu den ersten fußballerischen Erfahrungen. Er spielte sich dabei bis in die Auswahlmannschaft von Dumfries and Galloway, in der auch beispielsweise Allan Jenkins stand, später langjährige „Stütze“ des FC Stranraer und schottischer Erstligaspieler mit dem FC Gretna.
Der Mittelstürmer begann seine Profikarriere im Jahr 2000 beim nordenglischen AFC Sunderland und machte sich durch seine gute Torquote in der Reservemannschaft einen Namen. Der endgültige Durchbruch in der „ersten Mannschaft“ gelang ihm jedoch zunächst nicht, da er im Schatten der etablierten Angreifer Kevin Phillips und Niall Quinn stand. Stattdessen liehen ihn die „Black Cats“ in der Saison 2000/01 gleich an drei Vereine aus – nach dem Zweitligisten Huddersfield Town (September bis Oktober 2000) landete er nach der Zwischenstation und Viertligist FC Darlington (November 2000 bis Jahresende) erneut in der vierten Liga beim AFC Rochdale (Januar bis Februar 2001). Am 28. April 2001 debütierte er für den AFC Sunderland als Einwechselspieler in der Premier-League-Partie beim FC Southampton, die mit einem 1:0-Sieg endete. Es dauerte bis zur Spielzeit 2003/04, als sich Kyle bei seinem mittlerweile nur noch zweitklassigen Verein endgültig etablierte, mit 16 Pflichtspieltoren gemeinsam mit Marcus Stewart bester Saisontorschütze war und seinen Klub in die Play-off-Aufstiegsspiele führte. Eine schwere Hüftverletzung behinderte diese Positiventwicklung aber fortan und er feierte erst am 28. Januar 2006 anlässlich des FA-Cup-Spiels beim FC Brentford (1:2) sein Comeback. Nach seinem ersten – und einzigen – Premier-League-Tor gegen Manchester City (1:2) musste er den zweiten Erstligaabstieg hinnehmen; dabei verpasste er die entscheidenden Spiele, da er eine Verbrühung im „Schritt“ beim Füttern seines Sohns erlitten hatte, die vor allem in den Boulevardmedien für Spott sorgte.
Kurz vor Ende dem Sommertransferende wechselte Kyle am 25. August 2006 für 600.000 Pfund zum Zweitligakonkurrenten Coventry City. Bei den „Sky Blues“ zeigte er sich mit drei Toren trotz regelmäßiger Einsätze in der Saison 2006/07 jedoch wenig treffsicher und auch in den folgenden Partien zeigte er sich wenig glücklich, als zwei Treffern die gleiche Anzahl an roten Karten binnen eines Monats gegenüberstand. Bei den eigenen Anhängern hatte er mittlerweile einen „schweren Stand“ und so entschied sich der Klub dazu, Kyle bis zum Ende der Spielzeit an die Wolverhampton Wanderers auszuleihen. Bei den „Wolves“ absolvierte er 13 Pflichtspiele, davon waren jedoch nur vier von Beginn an. In Coventry blieb Kyle fortan unberücksichtigt und er sammelte erst ab Oktober 2008 bis zum Jahresende wieder beim Drittligisten Hartlepool United Spielpraxis und schoss hier fünf Tore in 15 Partien.
Am 27. Januar 2009 verkündete Coventry City die vorzeitige Vertragsauflösung in beiderseitigem Einvernehmen mit Kyl, der wiederum zwei Tage später einen Vertrag über 1½ Jahre beim schottischen Erstligaklub FC Kilmarnock unterschrieb. In seiner schottischen Heimat fand Kyle auf Anhieb zu einer guten Form, erzielte bei seinem Einstand gegen den FC St. Mirren sein erstes Tor (1:1) und traf am 11. April 2009 gegen den FC Falkirk gleich drei Mal. Dass die „Killies“ auf dem achten Platz den Klassenerhalt sicherten, wurde maßgeblich auf Kyles Trefferquote zurückgeführt, der in den letzten vier Spielen alle sieben Tore seiner Mannschaft erzielte. Vor Beginn der Saison 2009/10 beförderte ihn der FC Kilmarnock zum Kapitän des Teams.
Im Juni 2010 unterschrieb Kyle bei Heart of Midlothian einen neuen Zweijahresvertrag und wurde dabei von seinem Ex-Kilmarnock-Trainer Jim Jeffries quasi „mitgenommen“. Nach 19 Spielen, in denen er sieben Tore erzielte, wechselte Kyle zur Saison 2012/13 zum schottischen Viertligisten Glasgow Rangers.

## Schottische Nationalmannschaft
Kyle absolvierte in dem Zeitraum zwischen 2002 und 2004 neun Länderspiele für die schottische A-Nationalmannschaft. Seinen Einstand hatte er dabei am 20. Mai 2002 unter Trainer Berti Vogts in Hongkong gegen Südafrika (0:2) gegeben und zwei Tage später gegen den Gastgeber sein erstes Tor zum 4:0-Sieg geschossen. Die konstanten guten Leistungen in Kilmarnock brachten ihm nach fünfjähriger Abwesenheit wieder eine Nominierung für die „Bravehearts“ ein. Seine Teilnahme an den letzten beiden WM-Qualifikationsspielen gegen Mazedonien und die Niederlande im September 2009 musste er aber nach einer Knieverletzung im Spiel gegen Greenock Morton absagen.